# David Beasley

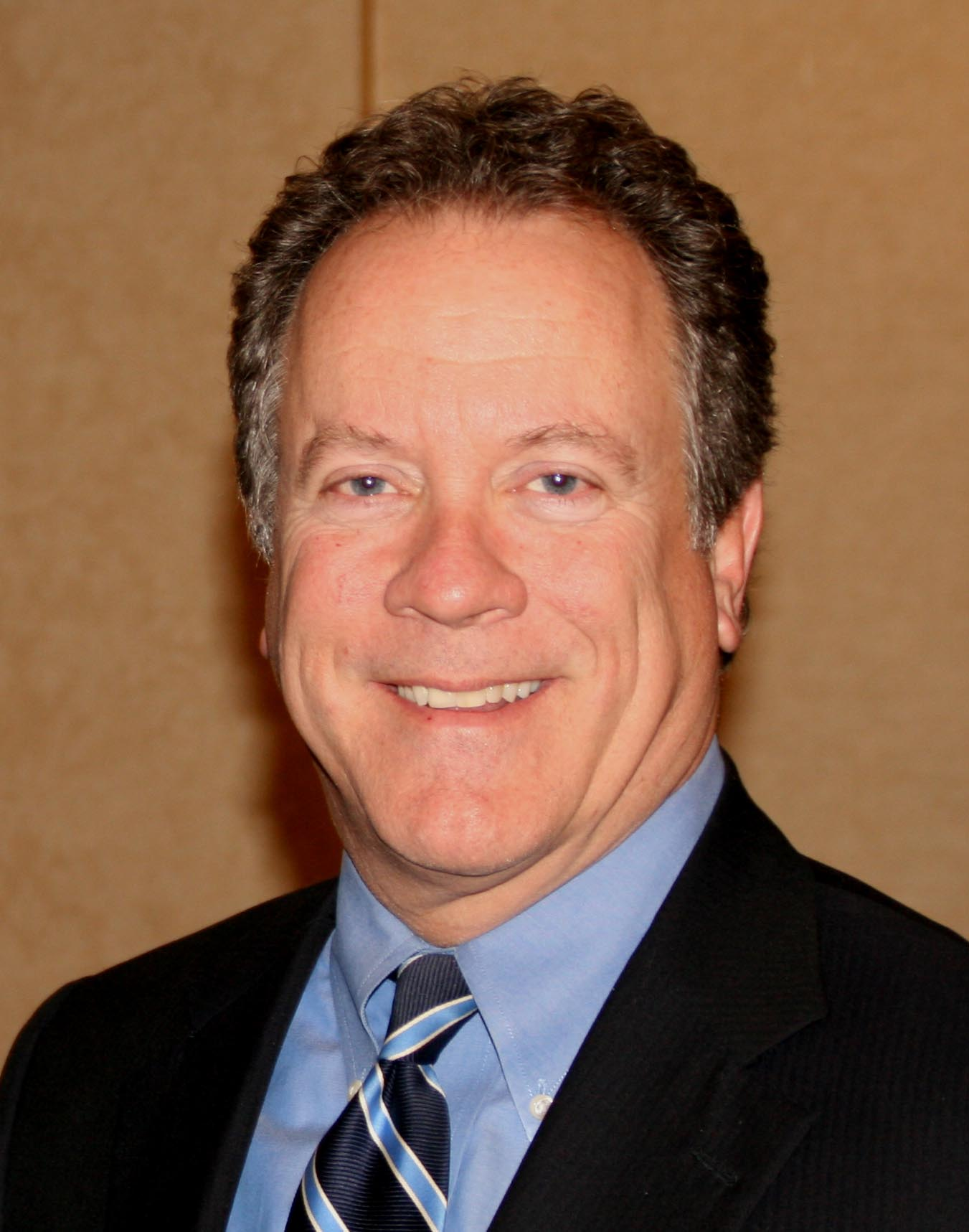
Beasley als gouverneur van South Carolina in 2011

David Muldrow Beasley (Lamar, 26 februari 1957) is een Amerikaans politicus en was van april 2017 tot april 2023 uitvoerend directeur van het Wereldvoedselprogramma (WFP) van de Verenigde Naties. Hij volgde in die functie zijn landgenote Ertharin Cousin op. Beasley, lid van de Republikeinse Partij, was tussen 1995 en 1999 de 113e gouverneur van South Carolina. Hij won in 1994 de verkiezingen van Nick Theodore en verloor in 1998 van Jim Hodges. Beasley zat tussen 1979 en 1995 in het huis van afgevaardigden van South Carolina. Tot 1992 was hij lid van de Democratische Partij en wisselde toen naar de Republikeinen.